# 乌春
乌春，11世纪后期女真族温都部首领。居住在阿跋斯水一带。
乌春的温都部以锻铁为业，后率族众归附完颜部的乌古乃，加入联盟。1074年，乌古乃的儿子劾里钵继任联盟长后，乌春率领温都部与乌古乃异母弟完颜跋黑等人联合反对劾里钵，拒绝劾里钵联姻结好的请求，多次与完颜部为难。温都部与完颜部争相购买加古部铁甲，扣留完颜部使者厮勒，寻衅滋事。温都乌春与完顏桓赧、完顏散达联合起兵反对劾里钵。因天降大雨作罢。再和斡勒部杯乃联合，在度岭举兵，遭到劾里鉢之弟完颜颇剌淑火攻，兵败，杯乃被俘。后来又派姑里甸兵一百多人帮助纥石烈部腊醅、麻产反对劾里鉢。腊醅兵败，被擒，麻产逃走，他的援兵也多归降完颜部。不久后又被劾里鉢的堂兄弟欢都在斜堆击败，不久后去世。